# Tasgaon
Tasgaon es una ciudad y  municipio situada en el distrito de Sangli en el estado de Maharashtra (India). Su población es de 37945 habitantes (2011). Se encuentra a 21 km de Sangli.

## Demografía
Según el censo de 2011 la población de Tasgaon era de 37945 habitantes, de los cuales 19460 eran hombres y 18405 eran mujeres. Tasgaon tiene una tasa media de alfabetización del 88,02%, superior a la media estatal del 82,34%: la alfabetización masculina es del 92,98%, y la alfabetización femenina del 82,87%.